# Huân chương Zhukov
Huân chương Zhukov (tiếng Nga: oрден Жукова) là một giải thưởng quân sự của Liên bang Nga dành cho các sĩ quan chỉ huy và các đơn vị xuất sắc của Lực lượng vũ trang Liên bang Nga, đặt theo tên vị Nguyên soái lừng danh của Hồng quân Liên Xô Georgy Konstantinovich Zhukov - người đã lãnh đạo Hồng quân giành chiến thắng trước phe Trục.
Liên Xô trước đây không có huân chương này.